# پلتفرم‌های توسعه کم کد
یک پلتفرم توسعهٔ کم کد، نرم‌افزاری است که یک محیط توسعه نرم‌افزار را، مبتنی بر واسط و پیکره بندی گرافیکی، به جای محیط‌های سنتی برنامه‌نویسی، برای برنامه نویسان فراهم می‌سازد. این پلتفرم‌ها، بر توسعهٔ انواع خاصی از نرم‌افزارها، همانند پایگاه‌های داده، مدل‌های فرآیندهای تجاری و واسط‌های کاربری نرم‌افزارهای تحت وب به کار می‌روند. چنین پلتفرم‌هایی، قادر هستند که نرم‌افزارهایی کاملاً عملیاتی را تولید کنند یا ممکن است، برای برخی از مقاصد خاص، مجدداً برنامه‌ریزی شوند. پلتفرم‌های توسعهٔ کمینه کد، کدهای سنتی را که با دست و توسط انسان تولید می‌شود، به‌طور چشمگیری کاهش می‌دهد و باعث افزایش سرعت توسعهٔ نرم‌افزارهای تجاری و تسریع در تحویل آن‌ها، می‌شود. با وجود این پلتفرم‌ها، دامنهٔ مشارکت افراد در توسعهٔ نرم‌افزار، گسترش می‌یابد و محدود به اشخاصی که با زبان‌های برنامه‌نویسی آشنایی دارند، نمی‌شود. همچنین، هزینهٔ راه اندازی اولیه، آموزش و استقرار این پلتفرم‌ها، بسیار پایین است.
اساس و پایهٔ پلتفرم‌های توسعه کم کد، به زبان برنامه‌نویسی نسل چهارم و ابزارهای توسعه سریع برنامه دهه ۱۹۹۰ و اوایل ۲۰۰۰، بازمی‌گردد. همانند محیط‌های توسعهٔ سنتی، پلتفرم‌های توسعهٔ کم کد، بر اساس اصول طراحی مدل محور، تولید خودکار کد و برنامه‌نویسی بصری است. مفهوم توسعه کاربر نهایی (به معنای مشارکت کاربرانی که مهندس نرم‌افزار نیستند، اما در فرایند توسعهٔ نرم‌افزار مشارکت می‌کنند) قبلاً نیز وجود داشت، با این حال، توسعهٔ پلتفرم‌های توسعهٔ کم کد، روشهایی جدید را برای نزدیک شدن به این سبک از توسعهٔ نرم‌افزار را به همراه داشتند.

## تاریخچهٔ پیدایش سیستم‌های کم کد
به دنبال انقلاب میکرو کامپیوترها، کارفرمایان و مدیران، رایانه‌ها را به‌طور گسترده در پایگاه‌های کارمندان خود مستقر کرده‌اند و بدین وسیله، بسیاری از اتوماسیون گسترده فرآیندهای تجاری، با استفاده از نرم‌افزارها انجام می‌شد.
از سوی دیگر، نیاز به اتوماسیون نرم‌افزار و برنامه‌های جدید برای فرآیندهای تجاری، توسعه دهندگان نرم‌افزار را بر آن داشت که برنامه‌هایی سفارشی و متناسب با نیازمندی‌های سازمان‌ها را توسعه دهند. بنابراین، پلتفرم‌های توسعه کم کد به عنوان ابزاری برای ایجاد سریع و استفاده از برنامه‌های کاری که می‌توانند نیازهای خاص فرایند و داده‌های سازمان را برطرف سازند، ساخته شده‌اند.

## علل رشد و توسعهٔ پلتفرم‌های کم کد در بازار
بنابر تخمین شرکت تحقیقاتی فورستر، تا سال ۲۰۲۰، کل بازار برای پلتفرم‌های توسعه کم کد، به ۱۵٫۵ میلیارد دلار رشد خواهد کرد.؛ بخش‌هایی از بازار که شامل پایگاه‌های داده، مدیریت و پردازش درخواست‌ها و بازار تلفن همراه، مورد تأثیر پلتفرم‌های کم کد قرار خواهند گرفت.
رشد بازار پلتفرم‌های کم کد را می‌توان به انعطاف‌پذیری و سهولت آنها نسبت داد. پلتفرم‌های توسعهٔ کم کد، تمرکز خود را به سمت هدف کلی برنامه‌ها تغییر می‌دهند و در صورت لزوم، قابلیت افزودن کدهای شخصی به برنامه را خواهد داشت.
یکی از عوامل مؤثر در استفاده از سیستم‌های کم کد، دسترسی به تلفن‌های همراه است. چرا که با وجود پلتفرم‌های توسعهٔ کم کد، برنامه نویسان می‌توانند به جای صرف وقت برای تولید چند نسخه برای چند نوع سیستم، از بسته‌های کم کد استفاده کنند و بدین وسیله، می‌توانند امکانات استاندارد و متناسب با دیگر سیستم‌ها را توسعه دهند.
از آنجایی که استفاده و بکارگیری پلتفرم‌های توسعهٔ کم کد، به دانش برنامه‌نویسی کمتری احتیاج دارد، تقریباً هر شخصی می‌تواند یاد بگیرد که در یک محیط توسعه نرم‌افزار، از یک بستر توسعه کد کم استفاده کند. ویژگی‌هایی مانند رابط‌های کشیدن و رها کردن به کاربران در تجسم و ساخت برنامه کمک می‌کند.

## نگرانی‌های مربوط به امنیت و انطباق پذیری
نگرانی دربارهٔ امنیت و تطابق پلتفرم‌های توسعه کم کد، به ویژه برای برنامه‌هایی که از داده‌های تجاری (داده‌هایی که بعضاً محرمانه هستند و از یک کسب و کار بدست می‌آیند) استفاده می‌کنند رو به افزایش است. با این حال، پلتفرم‌های کم کد، باعث نوآوری‌های امنیتی می‌شوند. با توجه به توسعه مداوم برنامه، با استفاده از پلتفرم‌های توسعهٔ کم کد، ایجاد گردش امن داده‌ها در حین کار، آسان‌تر می‌شود.
همچنان، این واقعیت وجود دارد که پلتفرم‌های توسعه کم کد که به شدت اصول نظریه سیستمهای نرمال را رعایت می‌کنند (Herwig Mannaert, Jan Verelst, Peter De Bruyn، ۲۰۱۶) چالش مربوط به افزایش پیچیدگی ناشی از تغییرات سیستم را حل نمی‌کنند.

## تحلیل بازار پلتفرم‌های بدون کد و نظرات پیرامون آن
گزارش Forrester در مورد پلتفرم‌های توسعهٔ کم کد، ("The Forrester Wave ™: Platforms Development Low-Code, Q2 2016") ۲۶ معیار را برای ارزیابی پلتفرم‌های توسعهٔ کم کد، ارائه می‌دهد.
گزارش بروز شدهٔ Forrester، نمودار رشد بازار پلتفرم‌های توسعهٔ کم کد را در ژوئیه ۲۰۱۷ منتشر کرد که ۳ روند صنعت را برجسته می‌کند:
- رشد: پیش‌بینی می‌شود که بازار پلتفرم‌های توسعهٔ کم کد، طی ۵ سال آینده، به بیش از ۲۱ میلیارد دلار برسد.
- متنوع سازی: دو بخش عمدهٔ توسعه دهندگان بازار، بر نیازمندیهای توسعه دهندگان کسب و کار و متخصصان AD&D تمرکز دارند.
- یکپارچگی: با ایجاد سازگاری بین پلتفرم‌های توسعهٔ کم کد و کسب و کارهایی که به سمت دانش‌هایی مانند هوش مصنوعی، رباتیک و یادگیری ماشین در حرکتند، راهکارهای حل مسئله در این حوزه‌ها، از ظرفیت پلتفرم‌های توسعهٔ کم کد باید استفاده کنند.

گزارش G2Crowd که در خصوص پلتفرم‌های توسعه کم کد نوشته شده بود، سهم بازار و نظر کاربران را، برای ۴۶ مورد از محصولات را ارزیابی کرد.
Forrester گزارشی بروز را در اوت ۲۰۱۸ منتشر کرد. این گزارش، شاخه‌های کلیدی، از جمله سازگاری پیوستهٔ پلتفرم‌های کم کد در سازمان‌های بزرگ و ادغام پلتفرم‌های کم کد با ابزارهای توسعهٔ کنونی، در یک اکوسیستم را پوشش می‌دهد.

## انتقادات
برخی از متخصصان حوزه فناوری اطلاعات این سؤال را مطرح می‌کنند که آیا پلتفرم‌های توسعهٔ کم کد، برای برنامه‌های سازمانی در مقیاس بزرگ و با ماموریت‌های مهم، مناسب است یا خیر. برخی دیگر این سؤال را مطرح کردند که «آیا این پلتفرم‌ها، توسعه را ارزانتر یا آسان‌تر می‌کنند؟» علاوه بر این، برخی از مدیران فناوری اطلاعات، ابراز نگرانی کرده‌اند که سازگاری پلتفرم‌های توسعهٔ کم کد در داخل سازمان، می‌تواند منجر به افزایش برنامه‌هایی شود که پشتیبانی نشده‌اند.

## مقایسهٔ سیستم‌های کم کد با سیستم‌های بدون کد (هیچ کد)
پلتفرم‌های توسعهٔ بدون کد و سیستم‌های توسعهٔ کم کد، ارتباط نزدیکی با یک دیگر دارند؛ زیرا هر دو، برای تسریع روند توسعهٔ برنامه کاربردی طراحی شده‌اند. هردوی این پلتفرم‌ها، محبوبیت خود را افزایش داده‌اند.
تمایز بین پلتفرم‌های بدون کد و پلتفرم‌های توسعهٔ کم کد، اغلب کاملاً مبهم است. با این حال، چند تفاوت کلیدی در خصوص طراحی و موارد استفاده از هر کدام از این دو نوع پلتفرم وجود دارد.
- کاربران نهایی (کاربران توسعه دهنده): پلتفرم توسعهٔ بدون کد (هیچ کد)، برای هر کدام از کاربران نهایی، قابل استفاده است؛ در حالی که پلتفرم‌های کم کد، به توسعه دهندگانی حرفه ای احتیاج دارند که بتوانند با وجود محدودیت‌های یک پلتفرم، کار کنند تا فرایند توسعه را ساده‌تر کنند.
- طراحی هسته: پلتفرم‌های توسعهٔ بدون کد (هیچ کد)، معمولاً از رویکرد اعلانی و مبتنی بر مدل استفاده می‌کنند که در آن، کاربر نهایی طراحی برنامه را از طریق دستکاری و کشیدن و رها کردن یا بیان ساده بیان می‌کند. پلتفرم‌های توسعهٔ کم کد، اغلب از یک مدل توسعه مشابه با وابستگی بیشتر به کد سخت، برای دیکته کردن معماری اصلی برنامه استفاده می‌کنند.[۱۸]
- رابط کاربری:پلتفرم‌های بدون کد (هیچ کد)، اغلب به لایهٔ تجربهٔ کاربری متکی هستند که طراحی یک برنامه را ساده و ساده‌تر می‌کند. پلتفرم‌های توسعهٔ کم کد، می‌توانند انعطاف‌پذیری بیشتری را در استفاده از تجربه‌های کاربری مؤثر بر کدهای اضافی و نیازمندی‌های پیچیده، ایجاد کند.[۱۹]